# マンフレード3世 (サルッツォ侯)
マンフレード3世（イタリア語：Manfredo III, 1204/6年 - 1244年）は、サルッツォ侯（在位：1215年 - 1244年）。

## 生涯
サルッツォ侯マンフレード2世の息子ボニファーチョ・ディ・サルッツォとマリア・ディ・トッレスの息子。父ボニファーチョは1212年に死去し、1215年にマンフレード3世は祖父マンフレード2世の死によりサルッツォ侯位を継承した。父方の祖母アラージア・デル・モンフェッラートが万フレートが幼少の間、1218年まで摂政をつとめた。この間に、祖母アラージアはサヴォイア伯トンマーゾ1世に敬意を表した。
マンフレード3世は父と同様に、サヴォイア伯トンマーゾ1世の領土拡大政策に抵抗し、侯領の国境を守ることに気を配った。マンフレード3世は1244年に死去し、息子トンマーゾ1世が継承した。

## 結婚と子女
マンフレード3世は1233年3月にサヴォイア伯アメデーオ4世の娘ベアトリーチェと結婚し、以下の子女が生まれた。
- アラージア（1236年頃 - 1311年7月12日以前） - ポンテフラクト男爵エドマンド・ド・レイシー（英語版）と結婚、リンカーン伯ヘンリー・ド・レイシーの母。
- トンマーゾ1世（1239年 - 1256年）[3] - サルッツォ侯
- アニェーゼ（1245年 - 1265年8月4日以前） - マンフレード3世の死後に生まれる。ジョン・ド・ヴェシー（英語版）と結婚。
- マルゲリータ（1245年生） - アニェーゼと双子、マンフレード3世の死後に生まれる。